# Robledo del Mazo (kommun)
Robledo del Mazo är en kommun i Spanien.   Den ligger i provinsen Toledo och regionen Kastilien-La Mancha, i den centrala delen av landet, 130 km sydväst om huvudstaden Madrid. Antalet invånare är 364.